# Tynwald Day

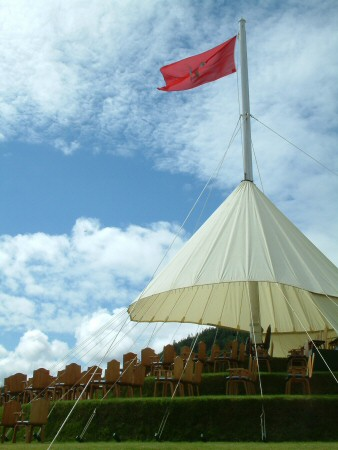
Tynwaldhügel am Tynwald Day

Tynwald Day (Manx Laa Tinvaal) ist der nationale Festtag der Isle of Man. 

## Ablauf
Normalerweise wird er jährlich am 5. Juli begangen, es sei denn, dieser fiele auf ein Wochenende. Dann findet Tynwald Day am darauf folgenden Montag statt. Durch den Gregorianischen Kalender wurde das ursprüngliche Datum der Mittsommerwende am 24. Juni um 11 Tage verschoben. An diesem Tag trifft sich die Legislative Tynwald in St. John’s Chapel (Kapelle von St. John dem Täufer, welche aus dem Jahre 1417 stammt) und nicht wie üblicherweise in der Inselhauptstadt Douglas. Dies wird Midsummer Court genannt.

## Teilnahme
Der Tag geht auf eine über 1000-jährige Tradition zurück. Beide Kammern des Tynwalds, das House of Keys und das Legislative Council nehmen daran teil. Der Vizegouverneur der Isle of Man, Repräsentant des Lord of Mann sitzt der Zeremonie vor, außer wenn der Lord selbst oder ein Mitglied der britischen königlichen Familie anwesend ist.